# C7H10N4O2
化学式C7H10N4O2（摩尔质量：182.182 g/mol）可以指：
- 香豌豆氨酸（西班牙语：Latirina），混合CAS号：1616-96-2 
  - L-香豌豆氨酸，CAS号：13089-99-1 
  - D-香豌豆氨酸，CAS号：19775-90-7
- N-(5-硝基-2-吡啶基)乙二胺，CAS号：29602-39-9

|  | 这个同类索引页列出了具有相同分子式的化学物（即同分異構體）条目。 除非您是有意链接至本页，否则应将相应条目的内部链接指向正确的条目。 |